# Robert Charles Wallace
Robert Charles Wallace, född den 15 juni 1881 i Orkney, död den 29 januari 1955 i Kingston, Ontario, var en skotsk geolog.
Wallace blev efter studier i Edinburgh 1909 filosofie doktor i Göttingen och 1912 professor i geologi och mineralogi vid University of Manitoba i Winnipeg. År 1928 flyttade han till University of Alberta och 1936 till Queen's University. Wallace arbetade huvudsakligen med petrografi, företrädesvis de eruptiva bergarternas.